# Macbeth (Verdi)
Macbeth ist eine Oper in vier Akten von Giuseppe Verdi. Das Libretto wurde von Francesco Maria Piave und Andrea Maffei nach dem Drama Macbeth von William Shakespeare geschrieben. In der Uraufführung am 14. März 1847 im Teatro della Pergola in Florenz sangen Felice Varesi die Titelrolle und Marianna Barbieri-Nini die Partie der Lady.
Eine revidierte Fassung wurde am 21. April 1865 im Théâtre-Lyrique in Paris uraufgeführt, mit Jean-Vital Ismael als Macbeth und Agnés Rey-Balla als Lady.

## Handlung

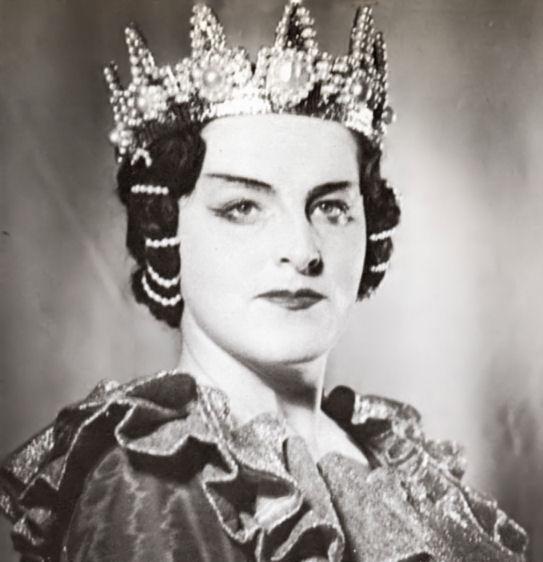
Birgit Nilsson als Lady Macbeth, 1947

Die Handlung spielt im Schottland des 11. Jahrhunderts. Sie beginnt mit der ersten Prophezeiung der Hexen und endet mit dem Tod Macbeths durch Macduff und der Thronbesteigung Malcolms. Im Hinblick auf den historischen schottischen König entspricht diese Zeitspanne seiner Regierungszeit von 1040 bis 1057. Sie erscheint in der Opernhandlung jedoch auf knapp drei Monate verkürzt, weil nur der Anfang und das Ende seiner Herrschaft thematisiert werden.

### Erster Akt
Erstes Bild: Ein Wald
Die Feldherren Macbeth und Banco kehren von einer siegreichen Schlacht zurück. Hexen weissagen, dass Macbeth Than von Cawdor und König, Banco aber Vater von Königen sein werde. Boten verkünden, der König habe Macbeth zum Than von Cawdor erhoben. Beide Feldherren ergreift ein Schauder.
Zweites Bild: Macbeths Schloss
Lady Macbeth liest einen Brief ihres Gatten, in dem dieser die Ereignisse und die Ankunft des Königs mitteilt. Macbeth selbst trifft ein, er ist dem König, der heute bei ihm übernachten will, vorausgeeilt. Die machthungrige Lady kann ihren Mann überreden, den König, der gerade mit seinem Gefolge das Schloss betritt, in der Nacht zu ermorden, um die Weissagung der Hexen zu befördern. Nachdem Macbeth die Tat vollbracht hat, färbt Lady Macbeth die Kleider der Wachen mit Blut, um den Verdacht auf sie zu lenken. Als der Mord entdeckt wird, sind alle entsetzt und verfluchen den Täter.

### Zweiter Akt
Erstes Bild: Zimmer in Macbeths Schloss
Macbeth ist König geworden, doch die Prophezeiung, dass sein Thron Bancos Erben zufallen wird, lässt ihn nicht zur Ruhe kommen. Er beschließt, Banco und dessen Sohn Fleanzio ermorden zu lassen.
Zweites Bild: Ein Park in der Nähe des Schlosses
Der Anschlag gelingt nur unvollständig. Während die Mörder Banco töten, kann Fleanzio in der Dunkelheit entkommen.
Drittes Bild: Glänzender Saal
Bancos Tod durch einen Mörder wird dem König gemeldet, der an demselben Abend ein glänzendes Fest gibt. Heuchlerisch bedauert Macbeth Bancos Fehlen. Als er sich an dessen Platz begeben möchte, erscheint ihm der Geist des Toten. Der entsetzte König ist fassungslos und muss durch seine Gattin beruhigt werden. Schaudernd entfernen sich die Gäste.

### Dritter Akt
Eine Höhle
Macbeth befragt noch einmal die Hexen nach der Zukunft und seinem Schicksal. Diese warnen ihn vor Macduff, doch der König beruhigt sich schnell, als er erfährt, dass ihn niemand überwinde, den ein Weib geboren hat, und seine Herrschaft erst dann wanke, wenn der Wald von Birnam gegen ihn vorrücke. Lady Macbeth kann den König leicht dazu überreden, Macduff, seine Familie und andere Feinde zu vernichten.

### Vierter Akt
Erstes Bild: Öde Grenze zwischen Schottland und England
Macduff ist entkommen und hat sich an der Grenze von Schottland mit Malcolms Truppen vereinigt. Er schwört Macbeth, der seine Kinder töten ließ, bittere Rache. Malcolm befiehlt, dass jeder seiner Soldaten beim Angriff auf Macbeth einen Ast aus dem Wald von Birnam als Tarnung vor sich hertragen solle.
Zweites Bild: Macbeths Schloss
Arzt und Kammerfrau warten spät in der Nacht auf die Königin, die ihr böses Gewissen wahnsinnig werden ließ. Auch an diesem Abend erscheint sie nachtwandelnd und irre redend, gesteht den entsetzten Lauschern ihre Taten und stirbt.
Drittes Bild: Saal in der Burg
Macbeth lässt der Tod seiner Frau gleichgültig, er gerät aber außer sich, als gemeldet wird, dass der Wald von Birnam gegen ihn anrücke.
Viertes Bild: Eine Ebene, von Hügeln und Wäldern umgeben
Auf dem Schlachtfeld begegnet der König Macduff und erfährt, dass dieser nicht geboren, sondern aus dem Mutterleib geschnitten wurde. Macbeths Schicksal erfüllt sich, er fällt im Zweikampf. Macduff und die Krieger grüßen Malcolm, den neuen König.

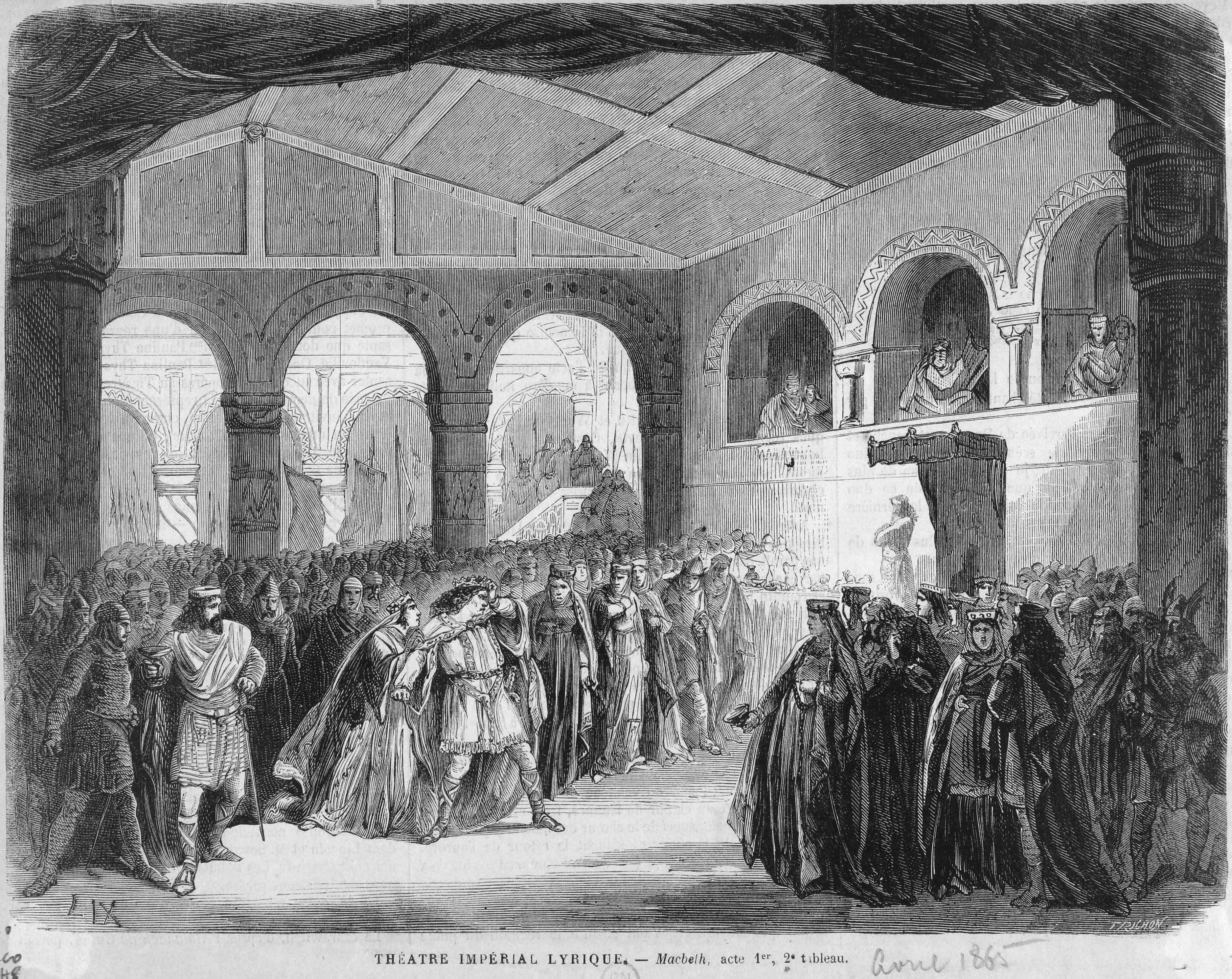
Verdi: Macbeth – Erster Akt, zweites Bild – Illustration zur Aufführung von 1865 im Théâtre-Lyrique

## Gestaltung

### Musiknummern
Erster Akt
- Nr. 1. Preludio
- Nr. 2. Introduktion
  - Chor: Che faceste? Dite su! (Hexen)
  - Szene: Giorno non vidi mai sì fiero e bello! (Macbeth, Banco, Hexen, Boten)
  - Duett: Due vaticini compiuti or sono… (Macbeth, Banco)
  - Chor: S’allontanarono! – N’accozzeremo (Hexen)
- Nr. 3. Cavatine Lady Macbeth
  - Szene: Nel dì della vittoria io le incontrai… (Lady)
  - Cavatina: Vieni! t’affretta! (Lady)
  - Tempo di mezzo: Al cader della sera il re qui giunge (Servo, Lady)
  - Cabaletta: Or tutti sorgete, ministri infernali (Lady)
- Nr. 4. Rezitativ und Marcia
  - Szene: Oh donna mia! – Caudore! (Macbeth, Lady)
  - Marsch
- Nr. 5. Große Szene und Duett
  - Große Szene: Sappia la sposa mia (Macbeth, Lady)
  - Duett: Fatal mia donna! un murmure (Macbeth, Lady)
  - Tempo di mezzo: Allor questa voce m’intesi nel petto (Macbeth, Lady)
  - Cabaletta: Vieni altrove! ogni sospetto (Lady, Macbeth)
- Nr. 6. Finale I
  - Szene: Di destarlo per tempo il re m’impose (Macduff, Banco, Lady, Macbeth)
  - Sextett: Schiudi, inferno, la bocca, ed inghiotti (Macduff, Banco, Lady, Macbeth, Malcolm, Dame, Chor)

Zweiter Akt
- Nr. 7. Szene und Arie Lady Macbeth
  - Szene: Perché mi sfuggi, e fiso (Lady, Macbeth)
  - Arie: La luce langue… il faro spegnesi (Lady)
- Nr. 8. Chor und Szene Bancos
  - Chor: Chi v’impose unirvi a noi? (Mörder)
  - Szene: Studia il passo, o mio figlio!… (Banco)
  - Adagio: Come dal ciel precipita (Banco)
- Nr. 9. Convito, Vision, Finale II
  - Convito: Salve, o re! – Voi pur salvète (Chor, Macbeth, Lady)
  - Brindisi: Si colmi il calice (Lady, Chor)
  - Tempo di mezzo: Tu di sangue hai brutto il volto (Macbeth, Mörder)
  - Apparizione und Brindisi: Che ti scosta, o re mio sposo (Lady, Macbeth, Chor)
  - Quartett: Sangue a me quell’ombra chiede (Macbeth, Lady, Macduff, Dame, Chor)

Dritter Akt
- Nr. 10. Introduktion
  - Chor: Tre volte miagola la gatta in fregola (Hexen)
- Nr. 11. Ballo
- Nr. 12. Szene und Finale III
  - Szene: Finché appelli, silenti m’attendete (Macbeth, Hexen, Vision)
  - Szene: Fuggi, regal fantasima (Macbeth, Hexen)
  - Chor und Tanz: Ondine e Silfidi (Hexen)
  - Szene: Ove son io?… Svaniro!… (Macbeth, Lady)
  - Duett: Ora di morte e di vendetta (Macbeth, Lady)

Vierter Akt
- Nr. 13. Introduktion
  - Chor: Patria oppressa! il dolce nome (Flüchtlinge)
- Nr. 14. Szene und Arie Macduff
  - Szene: O figli, o figli miei! (Macduff)
  - Arie: Ah, la paterna mano (Macduff)
  - Tempo di mezzo: Dove siam? che bosco è quello? (Malcolm, Macduff, Chor)
  - Cabaletta: La patria tradita (Macduff, Malcolm, Chor)
- Nr. 15. Schlafwandelszene Lady Macbeth
  - Rezitativ: Vegliammo invan due notti (Arzt, Dienerin)
  - Szene: Una macchia è qui tuttora… (Lady, Dienerin, Arzt)
- Nr. 16. Szene und Finale IV
  - Szene: Perfidi! All’anglo contro me v’unite! (Macbeth)
  - Arie: Pietà, rispetto, amore (Macbeth)
  - Szene: Ella è morta! (Dame, Macbeth, Chor)
  - Szene: Via le fronde, e mano all’armi! (Malcolm, Soldaten, Macduff)
  - Szene: Carnefice de’ figli miei, t’ho giunto (Macduff, Macbeth)
  - Finale: Vittoria! Vittoria! (Macduff, Malcolm, Soldaten, Volk)

### Instrumentierung
Die Orchesterbesetzung der Oper enthält die folgenden Instrumente:
- Holzbläser: Piccoloflöte, Flöte, zwei Oboen, Englischhorn, zwei Klarinetten (2. auch Bassklarinette), zwei Fagotte
- Blechbläser: vier Hörner, zwei Trompeten, drei Posaunen, Bassposaune
- Pauken, Schlagzeug: Große Trommel, Becken, Tamtam
- Harfe
- Streicher
- Bühnenmusik auf der Szene: Banda (nicht spezifiziert)
- Bühnenmusik unter der Szene: zwei Oboen, sechs Klarinetten, zwei Fagotte, Kontrafagott

### Libretto
Das Libretto der ersten Fassung folgt, wo immer es geht, der literarischen Vorlage. Aber „die komplizierte Handlungsführung der Vorlage wurde geopfert und in wenige ‚operntaugliche‘ Tableaus zusammengefasst“. Neben deutlichen Kürzungen (Shakespeares erster und zweiter Akt werden bei Verdi im ersten Akt zusammengefasst) bzw. Streichungen ganzer Szenen (z. B. halb-komische Szene mit dem Pförtner, Szene von Lady Macduff mit ihrem Sohn usw.) fällt vor allem die andere Akzentsetzung auf: Die Rolle der Lady ist aufgewertet, sie ist präsenter, ihre Wirkung dramatischer. „Viele Sätze, die Macbeth bei Shakespeare spricht, werden bei Verdi von Lady Macbeth übernommen (z. B. Bankettszene). Shakespeare beschreibt die Überlegungen und den gedanklichen Prozess, der zur Tat führt, während Verdi sein Gewicht auf die nachträgliche Erfahrung setzte. Bei Shakespeare ist Macbeth Stifter des Bösen und gleichzeitig das Opfer, bei Verdi liegen die entscheidenden Motoren für das Handeln bei Lady Macbeth und den Hexen, also außerhalb von Macbeth. Dies ist auch der Grund, wieso Verdi im dritten Akt in der zweiten Fassung die Hexen aufgewertet hat“ und im ersten Akt eine zusätzliche Hexenszene einfügte.

### Zweite Fassung von 1865
In der zweiten, (zunächst) französischen Fassung aus dem Jahre 1865 überarbeitete Verdi einige Nummern. So fügte er im ersten Akt einen Hexenchor ein und ersetzte im zweiten Akt die Cabaletta der Lady durch die Arie „La luce langue“. Im dritten Akt kommt neu das Ballett, welches er aufgrund der Gepflogenheiten der Pariser Opéra einführen musste, hinzu. Der Akt endet mit dem Duett Lady/Macbeth „Ora di morte e di vendetta“ anstelle der Cabaletta „Vada in fiamme!“ des Macbeth. Im vierten Akt komponierte Verdi den Eröffnungschor neu und stellte die Orchestration der Schlachtszene um. Den Monolog des sterbenden Macbeth ersetzte er durch die Siegeshymne „Salve, o re!“ des Chores.

## Einordnung
Macbeth ist die zehnte der 26 Opern Verdis, außerdem die zweite von sieben Literaturopern (vier nach Friedrich Schiller, drei nach William Shakespeare), und ihre Entstehung fällt in das Jahrzehnt, das Verdi als seine „Galeerenzeit“ bezeichnet hat, in der er noch um künstlerische Anerkennung kämpfen und persönliche Schicksalsschläge verkraften musste.
Um die Bedeutung von Macbeth würdigen zu können, gilt es, sich die zeitgenössische Oper vor Augen zu führen. In Italien beherrschte in den zehner bis in die fünfziger Jahre hinein die Belcanto-Oper die Szene (Rossini, Bellini, Donizetti, früher Verdi). Dieses Opernkonzept zielte auf die Gesangssolisten mit ihrem schönen, gefühlsgeladenen oder leidenschaftlichen Gesang. Das Orchester hatte meist Begleitfunktion, die nicht sehr komplizierte Handlung konzentrierte sich auf ein Dreiecksverhältnis, in der eine Figur als Störfaktor gegenüber zwei Liebenden auftritt (Modell: Sopran und Tenor lieben sich und Bariton/Bass tritt als Störfigur auf). Die Handlung wurde seit Rossini zunehmend in einer Reihe von Bühnenbildern organisiert, die jeweils als „tableau vivant“ (lebendes Bild) musikalisch groß angelegte Szenen nach einer von Rossini entwickelten standardisierten Struktur (solita forma, wörtlich „übliche Form“) waren. Eingeleitet wird das (meist „Szene und Arie/Duett“ genannte) Tableau durch ein Handlungsmoment, das musikalisch rezitativisch mit ariosen Momenten (bei größerer formaler Strenge, wenn es nicht rezitativisch gestaltet ist: tempo d’attacco) oder dramatischen Akzenten gestaltet ist. Danach folgt ein langsamerer Abschnitt, das so genannte Cantabile, danach wieder eine kleine szenische Phase (tempo di mezzo), deren neue Information den Anlass gibt für den nun folgenden schnellen Abschnitt, die so genannte Cabaletta (in Arien und Duetten, evtl. weiteren Ensembles) bzw. Stretta (großformatig angelegte Aktfinali sowie Introduktionen). Die kurzen szenischen Phasen schaffen als Handlungsgerüst den jeweiligen Anlass für das, um was es in der Belcanto-Oper eigentlich nur geht: das ausdrucksvolle Aussingen von Gefühlen und Leidenschaften in „schönem Gesang“; in den Worten von Carl Dahlhaus besteht diese „Opernformel“ „in dem Nebeneinander sich überstürzender […] Ereignisse einerseits und Augenblicken der lyrischen oder martialischen Emphase andererseits“. Variationen entstanden durch kleinschrittigere szenische Einschübe oder Chorunterstützung als Multiplikator für Jubel oder Entsetzen.

„Verdi schrieb diese Oper nach sechs Monaten von forcierten Ruheferien. Diese Oper war Verdis Versuch, sich von den auf Rossini zurückgehenden Konventionen zu trennen. Die Neuerungen betrafen die Anlage der Szenen, die Disposition des Ganzen, die Tonartendisposition und die subtile Instrumentation. Die Handlung ist auf dem dramatischen Kern konzentriert.“

## Analyseaspekte
Macbeth ist eine der wenigen Opern, die keine Liebeshandlung hat, sondern von Machtgier und ihren Konsequenzen bestimmt wird. Damit fehlt die wichtigste Grundlage des Belcanto-Konzepts. Dennoch zeigt der Aufbau von Macbeth, dass Verdi dieses Konzept nicht grundsätzlich infrage stellt, insofern er an der Tableau-Struktur festhält, sie nach innen jedoch gravierend verändert.
So erfahren gleich zu Anfang des ersten Akts Macbeth und Banco ihre Aufstiegsprognosen durch eingestreute Prophezeiungen der Hexen, die jeweils den Dialog der beiden Kampfgefährten unterbrechen. Als dann ein Gesandter gleich darauf Macbeths Beförderung mitteilt, verarbeiten er und Banco im folgenden Duett jeder „für sich“ und „sotto voce“ das über sie hereingebrochene Geschehen.
Der erste, charakteristische Eindruck, den Lady Macbeth bei ihrem ersten Auftritt im ersten Akt hinterlässt, ist, dass sie „die ganze, die ungeteilte Macht, im Grunde ausschließlich für sich“ will, „und Macbeth soll ihr dabei nur helfen“. Verdi bemüht sich um eine genaue Charakterzeichnung der Lady und legt den (Szene und Kavatine genannten) siebenminütigen Auftritt kleinschrittig an:
Instrumentale Einleitung: gibt als Vorwegnahme die innere Erregung der Lady wieder.
Melodram: sie liest den Brief ihres Gatten und erfährt von den Prophezeiungen und dem Aufstieg.
Rezitativ: sie gesteht sich ihren Ehrgeiz ein und akzeptiert für sich, dass man ohne Verbrechen nicht an die Macht kommt.
Kavatine (1. Teil, Andantino, 6/8, Des-Dur): sie will Macbeth Mut zur kühnen Tat machen, er soll herrschen.
Botenbericht: unterbricht die Kavatine mit der Ankündigung der nahen Ankunft des Königs und Macbeths.
Rezitativ: wieder allein bittet sie die „ministri infernali“ (Diener der Hölle) um Hilfe bei dem Mord, der für sie hier schon klar ist.
Kavatine (2. Teil, Allegro maestoso, 4/4, E-Dur): sie beschwört die Nacht, den Mord zu verhüllen.
„Dass Shakespeares Macbeth allein den Entschluss fasst, Banco beseitigen zu lassen, passte Verdi nicht ins Konzept. Bei ihm trifft die Lady alle Entscheidungen, sie ist zweifellos die Hauptperson der Oper. Sie ist ihrem schwächlichen Gatten nicht nur in jeder gemeinsamen Aktion an Willenskraft und Ausstrahlung überlegen, sondern sie erhält auch öfter als er Gelegenheit, ihr dämonisches Inneres im Monolog auszubreiten, nämlich in Cavatina, Arie, Trinklied und Nachtwandlerszene, wobei sie sich in den ersten drei Fällen derart leidenschaftlich äußert, dass sie den stummen, emotionslosen Wahnsinn der Shakespeare-Figur vergessen lässt. Verdi hätte die Oper nach ihr benennen sollen.“
Nach dem Marsch (Duncanos Ankunft) ist die „Große Szene und Duett“ fein gestuft angelegt und zeigt in über zehn Minuten noch mehr Tempo-, Takt- und Tonartwechsel. In einem über dreiminütigen Rezitativ mit sieben Tempowechseln fühlt Macbeth die Notwendigkeit des Mordes, aber zugleich die Tatsache, dass er der Aufgabe nicht gewachsen ist. Er geht schließlich in Duncanos Zimmer (Instrumentalmusik, Mord im Hintergrund) und kommt völlig verstört und gegen die Absprache mit dem blutigen Dolch noch in der Hand wieder heraus, wo er auf die Lady trifft. Das nachfolgende Duett wird immer wieder durch Ausbrüche (Rezitative) Macbeths unterbrochen, während die Lady ihm Mut zuspricht und den Dolch in das Zimmer des Königs bringt, womit sie ab jetzt auch handelnd die beherrschende Figur und treibende Kraft ist.
Der Anfang des zweiten Aktes (Szene und Arie, 6 Minuten) beginnt mit einem Rezitativ (6/8, f-Moll), in dem Macbeth und seine Frau sich der Notwendigkeit des Mordes an Banco und seinen Kindern vergewissern, um diesen Teil der Hexenprophezeiung zu unterlaufen. Dabei entfährt ihr schon der Ausruf „O voluttà del soglio“ (O Wollust der Macht). In der anschließenden Arie (Allegro, 3/4, e-Moll), die sie als Monolog singt und die überwiegend aus Ausrufen besteht, bekräftigt Lady Macbeth noch mal die Notwendigkeit des Verbrechens: „Nuovo delitto! E’ necessario!“ (Ein neues Verbrechen! Es muss sein!), um sich anschließend „con trasporto“ (mit Begeisterung) Allmachtsfantasien hinzugeben (Allegro vivo, E-Dur): „O scettro, alfin sei mio! / Ogni mortal desio / Tace e s’acquieta in te.“ (O Szepter, endlich bist du mein! / Jedes irdische Verlangen / verstummt und wird durch dich gestillt.). „Sie ist die Inkarnation des Bösen, die andere, destruktive Seite ihres Mannes, die weiß, um ein Wort Jacob Burckhardts zu zitieren, ‚dass Macht an sich böse ist’, auch, wie Lord Acton formuliert hat: dass ‚Macht korrumpiert, absolute Macht absolut korrumpiert’, und die deshalb bereit ist, um der ganzen und ungeteilten Macht Willen sich hinsichtlich der Mittel des Machterwerbs nicht eben zimperlich zu zeigen. die Innenseite einer entmoralisierten Aggressionsbereitschaft kehrt sich nach außen, um im immer erneuten Anlauf das einmal definierte Ziel zu realisieren.“
Im Finale des zweiten Aktes (Bankettszene) erweist sich Lady Macbeth als umtriebige Managerin der guten Feststimmung. Ihr spritziges Brindisi (Trinklied), das nicht bei Shakespeare zu finden ist, schafft die Gemeinschaft des Feierns (die Gäste stimmen ein), das Brindisi wird allerdings unterbrochen durch das Auftreten von Bancos Mördern, die den Teilerfolg melden (Banco ist tot, sein Sohn entkommen) und das zweimalige Erscheinen von Bancos Geist, den nur Macbeth wahrnehmen kann. Als er fassungslos und wirr reagiert, gelingt es der Lady zunächst, die Situation zu überspielen und die Feststimmung mithilfe des Brindisi wiederherzustellen. Auch hier baut Verdi die fast 16-minütige Szene wieder filigran mit zahlreichen Tempo-, Takt- und Tonartwechseln auf. Sie beginnt mit dem Allegro brillante der Festmelodie in F-Dur und landet in einem Largo in E-Dur (also genau daneben, wie ver-rückt), in dem der Chor sein lähmendes Entsetzen ausdrückt und die Lady ihren Mann Feigling schimpft.
Erst am Ende der Oper, in der zwölfminütigen „Großen Szene des Schlafwandelns“ (vierter Akt), „nach den Morden am König und an Banco, nach dem peinigenden Auftritt des eigenen Gewissens als Erscheinung des Gemeuchelten, wird offenbar, dass auch die Lady von allem, was sie angerichtet hat, psychisch nicht unbeschädigt geblieben ist. Die Schuld meldet sich, wird sichtbar als Blut an ihren Händen, will nicht vergehen und lastet schwer, verstärkt den Druck so, dass die Lady vollständig darunter zusammenbricht.“ Im einleitenden Rezitativ (Largo, 2/4, f-Moll) beschreiben der Arzt und die Kammerzofe die ganz apathische Lady, die mit starren Augen dasitzt und sich ständig die Hände reibt. In der langen Arie (Andante assai sostenuto, sotto voce, 4/4, Des-Dur), die immer wieder von den entsetzten Kommentaren des Arztes und der Kammerzofe unterbrochen wird, gestaltet Verdi den Verfall und Wahnsinn mithilfe eines freien Monologs, der keinem festen, vorgeprägten Formschema folgt. Die Vortragsbezeichnung „sotto voce“ (mit gedämpfter Stimme) entrückt den Gesang in eine weltabgewandte, quasi autistische Sphäre. „Dazu kommt, dass viele Partien deklamatorisch sind, wodurch diese Partien eine große Sprachnähe aufweisen. Diese beiden Merkmale bei der Gestaltung der Melodie der Singstimme zeigen, dass es Verdi besonders auf die dramatische Aussage ankam und er zugunsten der realistischeren Wirkung zumeist auf ‚bel canto’-Gesang verzichtete“. Werner Oehlmann fasst die Figur der Lady deshalb so auf: „Ihr traumwandlerisches Stammeln deckt auf, was hinter der Fassade […] steht: Schwäche, Schuldgefühl, hoffnungslose Verlorenheit. Verdi hat hier die Chance erkannt und genutzt, die hier der Musik, der Sprache des Un- und Unterbewussten gegeben war; die Szene ist ein Meisterwerk der Seelenschilderung, eine Enthüllung von Abgründen, in die das Wort nicht abzutauchen vermag.“
Die Hexen sind neben dem Ehepaar Macbeth die dritte Kraft, die die Handlung vorantreibt. Ihre Weissagungen am Anfang des ersten Aktes und die zweideutigen Prophezeiungen im dritten Akt üben erheblichen Einfluss auf Macbeth aus, der sich – auch unter dem Druck seiner Frau – zum willfährigen Vollstrecker der prophezeiten Umwälzungen macht, zumindest so wie er die Voraussagen auffasst. Bereits im Vorspiel erklingt jeweils ein Thema aus den beiden Akten: das später vom Hexenchor gesungene („Tre volte“ / Dreimal) Thema und das Fortethema bei den Erscheinungen im völlig neu konzipierten dritten Akt. Sie schaffen zunächst eine Atmosphäre des Bizarren, Skurrilen (erster Akt), dann des Bedrohlichen, Mächtigen (dritter Akt), „gemeint ist hier der Einfluss des Übernatürlichen bzw. der Macht des Bösen, die hinter den Erscheinungen steckt“. Mit dem für die zweite Fassung von 1866 neu komponierten Hexenchor am Ende des ersten Bildes (vierter Auftritt) wertet Verdi die Hexen gegenüber Shakespeare um. „Dramaturgisch ist diese Szene (I/4) Konsequenz einer bei Verdi völlig veränderten Position der Hexen: Sie stehen über dem Schicksal Macbeths, begegnen Macbeth wissend und absichtsvoll und sind weder Reflexe noch ahnungslose Katalysatoren einer in diesem bereits angelegten Lust zur Macht und zur Vernichtung.“

## Rezeption
„Die Florentiner Uraufführung vom 14. März 1847, die von Verdi selbst dirigiert wurde, wurde vom Publikum enthusiastisch aufgenommen. […] Verdi kümmerte sich auch um die szenische Realisierung. Er legte Wert auf die historische Genauigkeit der Kostüme und Bühnenbilder. Verdi strebte nach einem Gesamtkunstwerk. […] Die Kritik war eher zurückhaltend, bemängelte das Fehlen einer Liebesszene. […] Trotzdem eroberte sie [die Oper] schnell die Bühnen der ganzen Welt. In den 1880er Jahren verschwand diese Oper aus der italienischen Szene und wurde praktisch bis 1931 nicht mehr aufgeführt. Heute gehört diese Oper zum traditionellen Verdi-Repertoire.“ Dagegen bemerkt Knaurs Opernführer, dass die Oper sowohl bei ihrer Uraufführung 1847 als auch in der Neufassung 1865 „zwar nicht ablehnend, aber mit etwas unsicherer Zurückhaltung aufgenommen wurde“.

## Aufnahmen
Macbeth ist vielfach auf Tonträger erschienen. Operadis nennt 127 Aufnahmen im Zeitraum von 1943 bis 2009. Daher werden im Folgenden nur die in Fachzeitschriften, Opernführern oder Ähnlichem besonders ausgezeichneten oder aus anderen Gründen nachvollziehbar erwähnenswerten Aufnahmen aufgeführt.
- 1943 (früheste bekannte Aufnahme, stark gekürzt): Karl Böhm (Dirigent), Wiener Philharmoniker, Chor der Wiener Staatsoper. Mathieu Ahlersmeyer (Macbeth), Herbert Alsen (Banquo), Elisabeth Höngen (Lady Macbeth), Else Böttcher (Dame der Lady Macbeth), Josef Witt (Macduff), Willi Franter (Malcolm), Viktor Madin (Arzt), Hermann Baier (Diener und Erscheinung 2), Karl Ettl (Mörder), Roland Neumann (Herold). Preiser PR90175 (2 CD), Acanta DE 23278, Harmonia Mundi DE 23277-8 (2 LP), Urania 220 (3 LP), Cantus Classics 500098 (2 CD).[18]:20903
- 7. Dezember 1952 (live aus Mailand, Fassung von 1865, ohne Ballabile; Opernwelt-CD-Tipp: „Historische Bedeutung“[19]): Victor de Sabata (Dirigent), Orchester und Chor des Teatro alla Scala. Enzo Mascherini (Macbeth), Italo Tajo (Banquo), Maria Callas (Lady Macbeth), Angela Vercelli (Dame der Lady Macbeth), Gino Penno (Macduff), Luciano della Pergola (Malcolm), Dario Caselli (Arzt), Attilio Barbesi (Diener), Mario Tommasini (Mörder), Ivo Vinco (Herold). EMI CD: 7 64944 2, Nuova Era CD: 2202/3 (2 CD), Rodolphe LP:, Movimento CD: 051 022, Cantus Classics 500303 (2 CD), Myto Historical 063H115 (2 CD).[18]:20908f
- 1959 (Fassung von 1865, ohne Ballett und Ballabile; Opernwelt-CD-Tipp: „Referenz-Aufnahme“[19]): Erich Leinsdorf (Dirigent), Orchester und Chor der Metropolitan Opera. Leonard Warren (Macbeth), Jerome Hines (Banquo), Leonie Rysanek (Lady Macbeth), Carlotta Ordassy (Dame der Lady Macbeth), Carlo Bergonzi (Macduff), William Olvis (Malcolm), Gerhard Pechner (Arzt), Harold Sternberg (Diener), Osie Hawkins (Mörder), Calvin Marsh (Erscheinung 1), Emilia Cundari (Erscheinung 2), Mildred Allen (Erscheinung 3). Arkadia CD: CDMP 471.2, RCA Victor CD: GD 84516, RCA MC: VKS 43545.[18]:20912f
- Januar 1976 (Fassung von 1865, vollständig, mit Todesarie Macbeth; Opernwelt-CD-Tipp: „Künstlerisch wertvoll“;[19] Gramophone-Empfehlung: „Additional Recommendation“;[20]): Claudio Abbado (Dirigent), Orchester und Chor des Teatro alla Scala. Piero Cappuccilli (Macbeth), Nikolaj Gjaurow (Banquo), Shirley Verrett (Lady Macbeth), Stefania Malagù (Dame der Lady Macbeth), Plácido Domingo (Macduff), Antonio Savastano (Malcolm), Carlo Zardo (Arzt), Giovanni Foiani (Diener), Alfredo Mariotti (Mörder), Sergio Fontana (Herold), Alfredo Giacomotti (Erscheinung 1), Maria Fausta Gallamini (Erscheinung 2), Massimo Bortolotti (Erscheinung 3). DGG CD: 415 688-2 (3 CD), DGG LP: 2740 158 (3 LP), DG CD: 435 414 2.[18]:20953
- 25. Juli 1978 (Fassung von 1847, live, konzertant aus London; Gramophone-Empfehlung: „The Gramophone Choice“[20]): John Matheson (Dirigent), BBC Concert Orchestra, BBC Singers. Peter Glossop (Macbeth), John Tomlinson (Banco), Rita Hunter (Lady Macbeth), Ludmilla Andrew (Dame der Lady Macbeth), Kenneth Collins (Macduff), Richard Greager (Malcolm), Christian du Plessis (Arzt), Michael George (Diener), Roger Heath (Mörder), Prudence Lloyd (Erscheinung 1), Sue Slade (Erscheinung 2), Jonathan Robarts (Erscheinung 3). VOCE LP: 11, House of Opera CD-ROM, Opera Rara ORCV301 (2 CD), Premiere Opera 2309-2 (2 CD).[18]:20961
- Juli 2001 (Video, live aus Zürich, Fassung von 1865, ohne Ballettmusik; Gramophone-Empfehlung: „DVD Recommendation“[20]): Franz Welser-Möst (Dirigent), David Pountney (Inszenierung), Vivienne Newport (Choreographie), Orchester und Chor des Opernhaus Zürich. Thomas Hampson (Macbeth), Roberto Scianduzzi (Banquo), Paoletta Marrocu (Lady Macbeth), Liuba Chuchrova (Dame der Lady Macbeth), Luis Lima (Macduff), Miroslav Christoff (Malcolm), Peter Kálmán (Arzt), Giuseppe Scorsini (Diener und Mörder), Marie-Therese Albert (Erscheinung), Michael Mrosek (Erscheinung), Rebecca Ruegger (Erscheinung). TDK mediactive DVD DV-OPMAC (2 DVD).[18]:21024